# Commission Stiglitz
La commission Stiglitz, du nom de son président Joseph Stiglitz, est née d'une proposition de Nicolas Sarkozy le 8 janvier 2008. Également nommée commission Stiglitz-Sen-Fitoussi, elle est officiellement intitulée « Commission sur la mesure des performances économiques et du progrès social ». Le but de cette Commission est de développer une « réflexion sur les moyens d'échapper à une approche trop quantitative, trop comptable de la mesure de nos performances collectives » et d'élaborer de nouveaux indicateurs de richesse.
La Commission sur la mesure des performances économiques et du progrès social a été créée au début de 2008 sur l’initiative du gouvernement français.
Depuis longtemps, des interrogations croissantes se sont exprimées sur la pertinence des mesures actuelles de la performance économique, notamment celles fondées sur les chiffres du produit intérieur brut (PIB). En outre, la remise en question de ces chiffres vise plus largement leur validité comme mesures du bien-être social, ainsi que du développement durable, donc sur les trois piliers que sont l'économie, l'écologie et le social.
En réponse à ces interrogations, le président Sarkozy a décidé la création de cette Commission pour examiner l’ensemble des problèmes soulevés.
Son but était d’identifier les limites du PIB comme indicateur de performance économique et de progrès social, d’examiner quel supplément d’information est nécessaire pour produire une image plus pertinente, de discuter quelle en serait la présentation la plus appropriée, et de vérifier la faisabilité des instruments de mesure proposés. Le travail de la Commission ne se limite pas à la France, ni aux pays développés. Le résultat des travaux de la Commission a été rendu public, pour que tous les pays ou groupes de pays intéressés puissent s’en inspirer.
La Commission était présidée par le professeur Joseph Stiglitz, de l’université Columbia. Le professeur Amartya Sen, de l’université de Harvard, était conseiller du président. Le professeur Jean-Paul Fitoussi, de l’Institut d’Études Politiques de Paris, président de l’Observatoire français des conjonctures économiques (OFCE) était coordinateur de la Commission. Les membres de la Commission sont des experts reconnus, venant du monde universitaire et des organisations gouvernementales ou intergouvernementales, et de plusieurs pays (États-Unis, France, Royaume-Uni, Inde). L'économiste britannique Nicholas Stern, auteur du rapport Stern publié en 2006 sur l'« économie du changement climatique » était l'un des principaux experts.
Les rapporteurs et le secrétariat ont été mis à la disposition de la Commission par l’Institut national de la statistique et des études économiques français (Insee), l’OFCE et l’OCDE.
La Commission a tenu sa première réunion plénière les 22 et 23 avril 2008. Son rapport final a été rendu public le 14 septembre 2009.

## Les travaux

### Organisation
La Commission s'est réunie une première fois de façon plénière les 22 et 23 avril 2008.
Elle est divisée en trois sous-groupes de travail :
- « Questions classiques de mesure du PIB » présidé par Enrico Giovannini de l'OCDE
- « Environnement et développement durable » présidé par Geoffrey Heal de Columbia University
- « Qualité de la vie » que préside Alan Krueger de Princeton University

Plusieurs rapports intermédiaires de la Commission Stiglitz sont depuis le 3 septembre 2008 accessibles en ligne, en anglais et en français, sur un site ouvert à cet effet.

### Premières critiques
Une première version des conclusions de la Commission Stiglitz a été mise en ligne en juin 2009. Au même moment, une première note soulignant ses apports et critiquant tant la méthode de travail « très opaque » de la Commission que les limites de ses propositions a été publiée par le Forum pour d'autres indicateurs de richesse.
Dans l'article publié par Le Soir en Belgique, Forum pour d'autres indicateurs de richesse reconnait l'apport des conclusions de la Commission, à savoir « la remise en cause du PIB en tant qu’indicateur de performance et de progrès. [...] le PIB, centré sur la production et la consommation marchandes et monétaires, ne prend en compte que certaines activités, ignore les effets prédateurs du productivisme et de la dérégulation sur la vie sociale et sur l’environnement. Il compte positivement des activités néfastes ou qui ne font que réparer des dégâts d’origine humaine. Il est indifférent à la mise en cause des biens communs vitaux (eau, air, sol…) et à la violation des droits fondamentaux de milliards de personnes qui en résulte. Il a été incapable de nous alerter sur l’existence et l’aggravation des crises sociales, écologiques, économiques et financières. Il nous a aveuglés et rendus collectivement insensibles aux dérives de notre modèle de développement. »
En revanche, bien que saluant « cette avancée notoire en termes de diagnostic », il met en cause nettement l'indicateur privilégié par la Commission Stiglitz pour pallier les insuffisances du PIB. Leur rapport, selon ce collectif, « survalorise l’Épargne nette ajustée (ENA) issue des travaux de la Banque mondiale. Or, cet indicateur est à bannir des futurs repères-clefs. Il est exclusivement monétaire, incompréhensible pour les non-spécialistes, inadapté à la décision politique, inacceptable dans sa façon de rendre interchangeables trois formes de capital : « économique » (issu de la production), « humain » (abordé via les seules dépenses d’éducation), « naturel » (limitant les dommages écologiques aux seuls aspects climatiques). »

## Les grands traits du rapport final
La Commission a présenté son rapport final et ses travaux lors d'une journée à la Sorbonne le 14 septembre 2009. Le président Nicolas Sarkozy a prononcé à cette occasion une allocution. Enfin les professeurs Fitoussi et Stiglitz ont effectué une conférence de presse sur les indicateurs et la situation économique.
Le rapport a préconisé l'élaboration d'un tableau de bord regroupant plusieurs indices autour de trois grands axes :
- Axe économie avec une amélioration de la façon de calculer le PIB;
- Axe bien-être. Avec une évaluation tant au niveau subjectif (ce que pensent les gens) qu'objectif avec prise en compte de la consommation, de la répartition des revenus et du patrimoine. En France, l'Insee a commencé à s'engager dans cette voie. Il a publié dès le 17 novembre 2009 des données sur les inégalités[7]. Il a présenté en 2010 une série d'analyses sur les très hauts revenus, les inégalités de patrimoine, le mal-logement et le capital humain[8] ;
- Axe soutenabilité du développement avec deux grands angles d'approche :
  - Indicateur monétaire synthétique de soutenabilité;
  - Des indicateurs physiques « dont l'un indique clairement dans quelle mesure nous approchons de niveaux dangereux d'atteinte à l'environnement »[9](cas du réchauffement climatique ou des ressources halieutiques par exemple).

## Les conséquences du rapport sur les travaux de l'Insee
La direction de l'Insee a réagi très rapidement à la publication du rapport de la Commission Stiglitz. Une multitude de travaux, plus de 50, ont été publiés de 2010 à 2013 et présentés selon les trois principaux axes définis par le rapport. Mais, comme le fait remarquer Georges Menahem, « la majorité de ces travaux existaient déjà avant mais ne pouvaient pas être mis sur le devant de la scène. Ils n’étaient pas considérés comme légitimes ». C'est ce que confirme une statisticienne de l'Insee, Claire Plateau, pour qui « beaucoup de publications ont déjà été faites ». Les développements autour du PIB sont en effet les plus nombreux (plus de 45 %) et sont présentés de manière à satisfaire la recommandation de la Commission de « prendre en compte le patrimoine en même temps que les revenus et la consommation ».
D'autres développements importants concernent notamment (pour 30 % d'entre eux) l'évaluation de la qualité de la vie pour satisfaire à la recommandation de considérer aussi « des questions visant à connaître l'évaluation que chacun fait de sa vie, de ses expériences et priorités ».
Enfin, l'estimation des dimensions et variations du « développement durable et de l'environnement » est l'objet de 25 % des travaux énumérés par l'Insee. Parmi ceux-ci, une importante partie concerne des mesures physiques, ce qui répond bien à la recommandation de la Commission précisant que « les aspects environnementaux de la soutenabilité méritent un suivi séparé reposant sur une batterie d'indicateurs physiques sélectionnés avec soin ». Pour l'épargne nette ajustée (ou ENA), indicateur monétaire que recommande la Commission pour l'évolution de la durabilité, les auteurs de l'Insee font même remarquer que « la difficulté à trouver un consensus sur la mesure de la soutenabilité [...] plaide en faveur d’une approche éclectique combinant l’ENA et un ensemble d’indicateurs complémentaires focalisés sur les aspects environnementaux ».

## Composition

### Membres
Parmi les membres de cette Commission, figurent notamment cinq prix Nobel :
- Kenneth Arrow, Stanford, prix Nobel d'économie,
- Daniel Kahneman, Princeton, prix Nobel d'économie,
- James Heckman, Chicago, prix Nobel d'économie,
- Amartya Sen, Harvard, prix Nobel d'économie,
- Joseph Stiglitz, Columbia, prix Nobel d'économie,
- Anthony B. Atkinson, Nuffield College, Oxford,
- Marc Fleurbaey, CNRS, chercheur en philosophie et économie
- François Bourguignon, directeur de l'École d'économie de Paris,
- Jean-Philippe Cotis, directeur de l'Insee,
- Kemal Derviş, PNUD,
- Jean-Paul Fitoussi, président de l'OFCE, coordinateur de la Commission,
- Jean Gadrey, université de Lille I,
- Heiner Flassbeck, CNUCED,
- Enrico Giovannini, chef statisticien de l'OCDE,
- Roger Guesnerie, Collège de France, Paris
- Nicholas Stern, London School of Economics, Londres
- Claude Henry, Sciences Po Paris, Paris

### Rapporteurs
- Jean-Étienne Chapron, rapporteur général Insee, Paris, France
- Jacques Le Cacheux, Observatoire Français des Conjonctures Economiques (OFCE), Paris, France
- Xavier Timbeau, OFCE, Paris, France
- Paul Schreyer, OCDE, Paris
- Marco Mira d’Ercole, OCDE, Paris
- Didier Blanchet, Insee, Paris, France
- Laurence Rioux, Insee - Centre de recherche en économie et statistique (CREST), Paris, France
- Pierre-Alain Pionnier, Insee, Paris, France